# Эбс (Тироль)
Эбс (нем. Ebbs) — община в Австрии, в федеральной земле Тироль.
Входит в состав округа Куфштайн.  Площадь коммуны составляет 40,07 км², население — 5716 человек (1 января 2021), плотность населения — 141 чел./км². Официальный код  —  7 05 08.

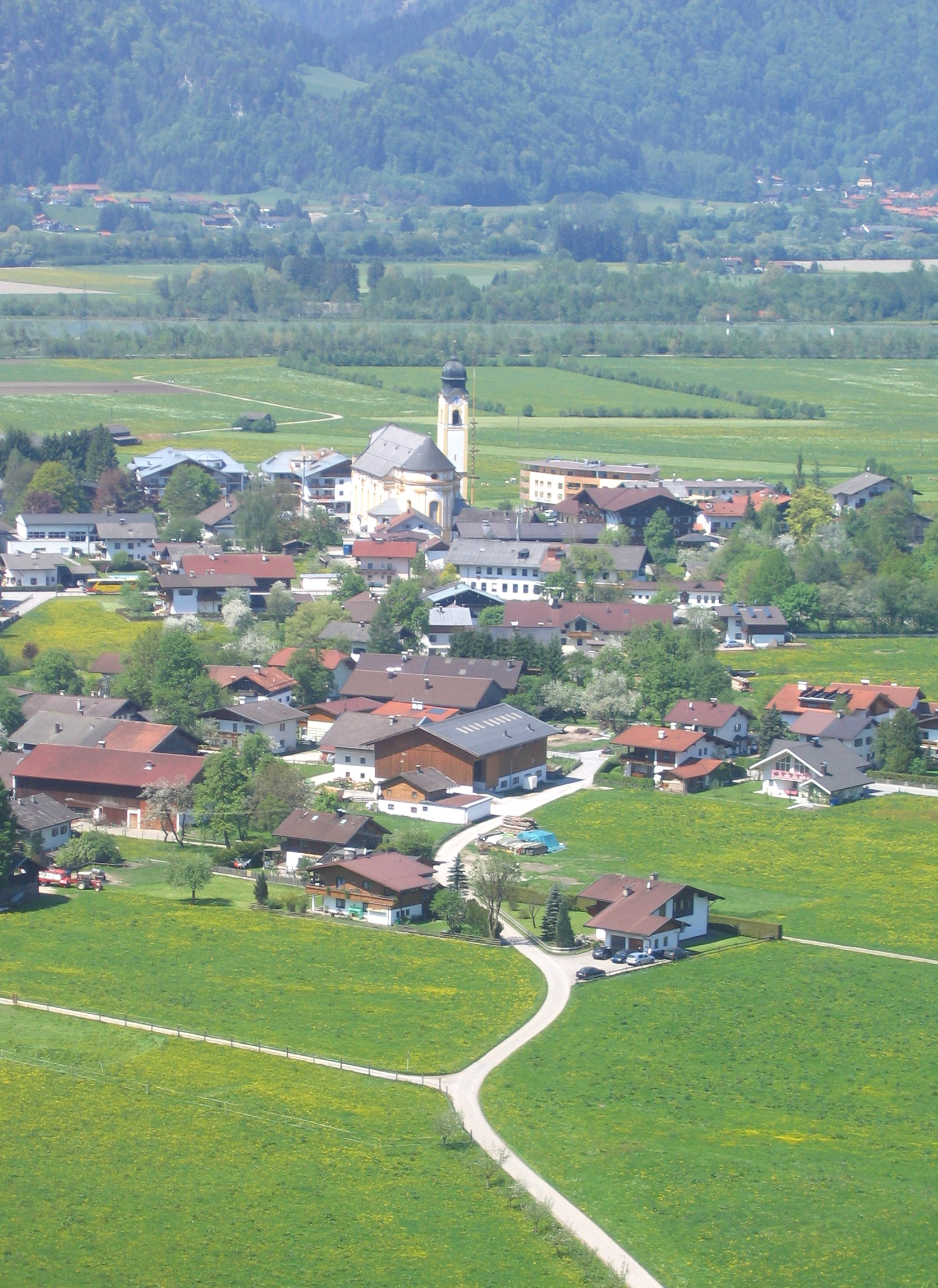
Эббс

В состав Эбса входит также деревня Кайзерталь с населением всего 30 человек.

## Население
| Год  | Численность |
| ---- | ----------- |
| 1869 | 1083        |
| 1889 | 1083        |
| 1890 | 1149        |
| 1900 | 1126        |
| 1910 | 1180        |
| 1923 | 1202        |
| 1934 | 1328        |
| 1939 | 1489        |
| 1951 | 1925        |
| 1961 | 2354        |
| 1971 | 3126        |
| 1981 | 3750        |
| 1991 | 4457        |
| 2001 | 4885        |
| 2011 | 5221        |
| 2021 | 5716        |

## Политическая ситуация
Бургомистр общины — Йозеф Ритцер (АНП) по результатам выборов 2004 года.
Совет представителей общины (нем. Gemeinderat) состоит из 17 мест.
- АНП занимает 9 мест.
- СДПА занимает 5 мест.
- АПС занимает 3 места.